# Al-Muntasir
Abû Ja`far “al-Muntasir bi-llah” Muhammad ben Ja`far, surnommé Al-Muntasir, est né le 23 mars 838 à Samarra d'une esclave grecque nommée Habchiyya. Il a pris la succession, comme calife abbasside, de son père Ja`far al-Mutawakkil, qu'il a fait assassiner le 11 décembre 861. Il tombe malade le 29 mai 862 et meurt le 7 juin, suivant, moins de six mois après, à Samarra où il est enterré.

## Biographie
La mère d’Al-Muntasir était Hubshiya Roomiya, une esclave grecque.
Al-Muntasir a été loué parce que, contrairement à son père, il aimait les ahl al-bayt et a supprimé l’interdiction de visiter les tombes de Hassan et Hussein.
L'emplacement de sa tombe a été connu dès sa mort à cause de sa mère alors que les abbassides avaient toujours évité de révéler l'emplacement de leur tombe de peur de leur profanation.
Sa succession s'était faite sans heurts grâce au soutien des Turcs, mais ceux-ci ont préféré écarter ses frères de la succession, par crainte de les voir vouloir venger leur père, aussi élurent-ils comme successeur un autre petit-fils d'Al-Mu`tasim, en l'occurrence Al-Musta`in.
Il envoya Wasif al-Turki (en) combattre les Byzantins. 